# Liste der Monuments historiques in Bragelogne-Beauvoir
Die Liste der Monuments historiques in Bragelogne-Beauvoir führt die Monuments historiques in der französischen Gemeinde Bragelogne-Beauvoir auf.

## Liste der Objekte
| Bezeichnung                               | Beschreibung                                                  | Standort                                                         | Kennzeichnung | Schutzstatus | Datum | Bild |
| ----------------------------------------- | ------------------------------------------------------------- | ---------------------------------------------------------------- | ------------- | ------------ | ----- | ---- |
| Skulptur Paulus (1)                       | Eichenholz, übertüncht, um 1600                               | Bragelogne, in der Kirche St-Pierre-ès-Liens (Lage)              | PM10003750    | Inscrit      | 1976  |      |
| Skulptur Petrus                           | Holz, farbig gefasst, um 1600                                 | Bragelogne, in der Kirche St-Pierre-ès-Liens (Lage)              | PM10003751    | Inscrit      | 1976  |      |
| Skulptur Paulus (2)                       | Eichenholz, übertüncht, um 1600                               | Bragelogne, in der Kirche St-Pierre-ès-Liens (Lage)              | PM10003753    | Inscrit      | 1976  |      |
| Skulpturengruppe Unterweisung Mariens (1) | Kalkstein, farbig gefasst, um 1600                            | Bragelogne, in der Kirche St-Pierre-ès-Liens (Lage)              | PM10000326    | Classé       | 1913  |      |
| Skulptur Heiliger Eligius                 | Kalkstein, farbig gefasst, 16. Jahrhundert                    | Bragelogne, in der Kirche St-Pierre-ès-Liens (Lage)              | PM10003749    | Inscrit      | 1976  |      |
| Skulptur Madonna mit Kind (1)             | Kalkstein, farbig gefasst und vergoldet, 14. Jahrhundert      | Beauvoir-sur-Sarce, in der Kirche Assomption-de-la-Vierge (Lage) | PM10000322    | Classé       | 1913  |      |
| Skulpturengruppe Unterweisung Mariens (2) | Kalkstein, farbig gefasst, zweite Hälfte des 16. Jahrhunderts | Beauvoir-sur-Sarce, in der Kirche Assomption-de-la-Vierge (Lage) | PM10000325    | Classé       | 1959  |      |
| Skulptur Heiliger Fiacrius                | Rüster, farbig gefasst, 17. Jahrhundert                       | Bragelogne, in der Kirche St-Pierre-ès-Liens (Lage)              | PM10000329    | Classé       | 1959  |      |
| Prozessionskreuz                          | Kupfer, versilbert, 16. Jahrhundert; verschwunden             | Beauvoir-sur-Sarce, in der Kirche Assomption-de-la-Vierge (Lage) | PM10000323    | Classé       | 1913  |      |
| Adlerpult                                 | Eichenholz, 18. Jahrhundert                                   | Beauvoir-sur-Sarce, in der Kirche Assomption-de-la-Vierge (Lage) | PM10000324    | Classé       | 1955  |      |
| Skulpturengruppe Unterweisung Mariens (3) | Kalkstein, farbig gefasst und vergoldet, um 1600              | Bragelogne, in der Kirche St-Pierre-ès-Liens (Lage)              | PM10003068    | Classé       | 1913  |      |
| Kruzifix                                  | Nussbaumholz, farbig gefasst, um 1600                         | Bragelogne, in der Kirche St-Pierre-ès-Liens (Lage)              | PM10003748    | Inscrit      | 1976  |      |
| Skulptur Madonna mit Kind (2)             | Kalkstein, farbig gefasst, Anfang des 17. Jahrhunderts        | Bragelogne, in der Kirche St-Pierre-ès-Liens (Lage)              | PM10000327    | Classé       | 1913  |      |
| Pietà                                     | Kalkstein, Anfang des 16. Jahrhunderts                        | Bragelogne, in der Kirche St-Pierre-ès-Liens (Lage)              | PM10000328    | Classé       | 1913  |      |